# Kampaň 10:23
Kampaň 10:23 (stylizovaná jako 1023) je osvětová a protestní kampaň proti homoeopatii organizovaná neziskovou organizací Merseyside Skeptics Society, která se staví proti prodeji homeopatických výrobků ve Spojeném království. V rámci kampaně se pořádají veřejná „předávkování“ homeopatickými přípravky.

## Původ a název
V roce 2004 se belgická skeptická organizace SKEPP dostala na titulní stránky novin, když třicet skeptiků na univerzitě v Gentu provedlo „hromadnou sebevraždu“ předávkováním homeopaticky zředěným hadím jedem, rulíkem zlomocný a arzenikem, aby veřejně ukázali, že homeopatie nefunguje. Když se belgičtí skeptici setkali se skeptiky z Merseyside během akce Skeptics in the Pub v roce 2010, byl přijat nápad uspořádat mezinárodní akci.
Název kampaně, 10:23, pochází z avogadrovy konstanty, které je přibližně 6,022 × 1023.

## Cíle
Cílem kampaně je zvýšit povědomí o nedůvěryhodných a nepodložených tvrzeních homeopatů. Kampaň se staví proti maloobchodním prodejcům, jako je Boots UK, kteří vedle běžných léků prodávají i homeopatické přípravky a tvrdí, že „podpora, kterou Boots této šarlatánské terapii poskytuje, přímo přispívá k tomu, že ji britská veřejnost přijímá jako platnou léčbu, k jejímuž přijetí není oprávněná a podporu si nezaslouží“.
Organizátoři uvádějí, že homeopatie je „nevědecká a absurdní pseudověda“ a že podle jejich prohlášení „na ní nic není“. Zpochybňují etiku prodeje přípravků veřejnosti, přípravků, u nichž nebyla prokázána účinnost a které vědecká komunita všeobecně ignoruje.

## Účast
Dne 30. ledna 2010 se členové zúčastnili protestu, při kterém se hromadně předávkovali homeopatickými přípravky, aby demonstrovali jejich neúčinnost. Mnoho protestujících stálo před pobočkami Boots UK, dalšími obchody prodávajícími homeopatické přípravky a dalšími významnými veřejnými místy, a každý si vzal 84 tablet arsenicum album, což je dvacetinásobek doporučené dávky.
Druhé předávkování bylo uspořádáno na 5. a 6. února 2011. Celosvětově se ke kampani zavázalo k účasti 70 měst ve 30 zemích. Ve Spojeném království se akce konaly v Manchesteru v rámci konference QED a v Cardiffu. Celosvětové kampaně 10:23 se zúčastnily také původní belgická organizace SKEPP a nizozemské organizace Vereniging tegen de Kwakzalverij a Stichting Skepsis. V Bruselu a Amsterdamu provedly svůj pokus o sebevraždu jazykem, a to právě na protest proti uznání homeopatických přípravků Evropským parlamentem. Český klub skeptiků Sisyfos se k tomuto happeningu připojil, když se její členové pokusili veřejně předávkovat v Praze.
V dubnu 2012 se na konferenci SkeptiCal v Berkeley zúčastnilo hromadného předávkování více než 100 lidí, kteří si vzali caffea cruda, který je určen k léčbě nespavosti.
Po žádném z předávkování nebyly zaznamenány neblahé účinky.

## Podpora
Podporu kampani 10:23 vyjádřili významní vědci a osobnosti veřejného života, například astronom Phil Plait, James Randi Educational Foundation, Simon Singh, Steven Novella, Penn Jillette a Richard Dawkins Foundation for Reason and Science.[zdroj?]
James Randi vyzval zastánce a prodejce homeopatie, aby se zúčastnili One Million Dollar Paranormal Challenge a dokázali, že je homeopatie účinná a vyhráli tak cenu, a sám se v rámci své pódiové show předávkoval homeopatickými prášky na spaní.

## Reakce a ohlasy v médiích
Kampaň získala mezinárodní ohlas v tisku: The Australian̺[zdroj?] The Medical Observer, BBC, The Independent, The Daily Telegraph a The Guardian.
British Homeopathic Association odmítla kampaň 10:23 jako „hrubě nezodpovědnou“, označila předávkování veřejnosti za nebezpečné a tvrdila, že účastníci nemají pochopení pro správný výběr přípravků.
Dr. Ken Harvey z Melbourne řekl Pharmacy News, že „kampaň zvýší povědomí o přezkumu transparentnosti Therapeutic Goods Administration (lékového a terapeutického regulačního úřadu australské vlády) a o obavách z homeopatických přípravků.“

## Galerie

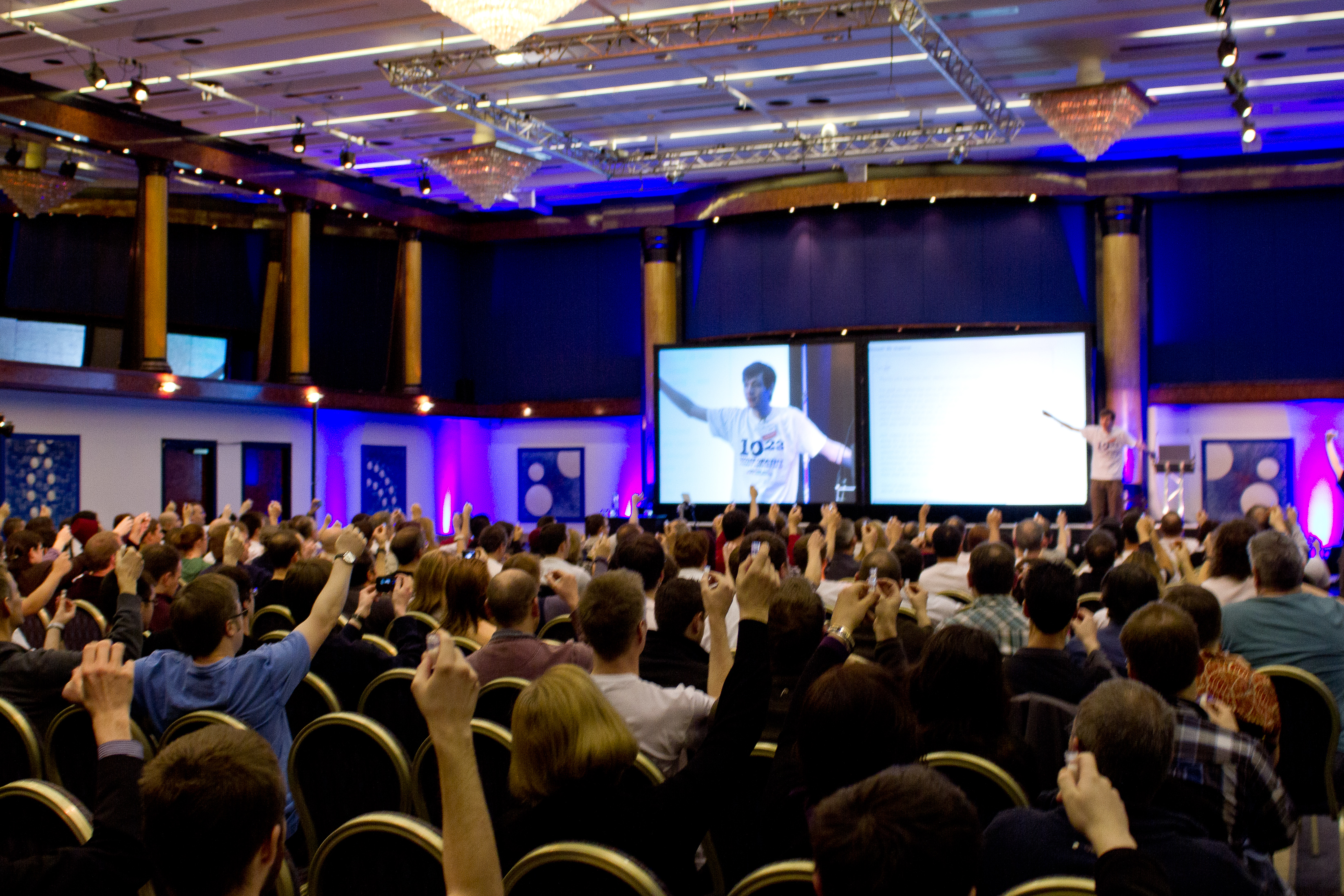
Michael Marshall vede publikum k předávkování homeopatiky na konferenci QED v Manchesteru, 2011
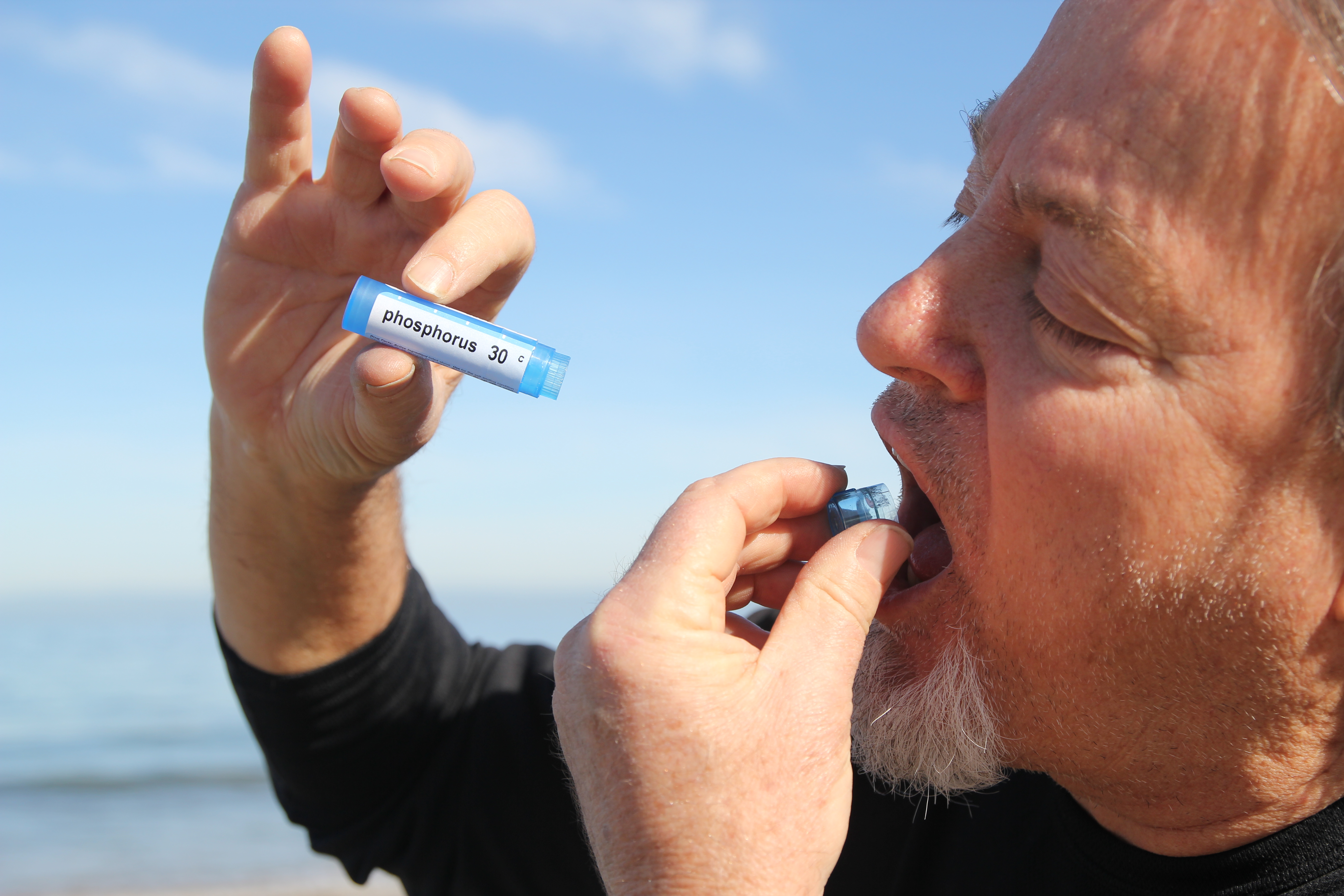
Skeptický aktivista a kouzelník Mark Edward se předávkovává v Monterey v Kalifornii, 2011
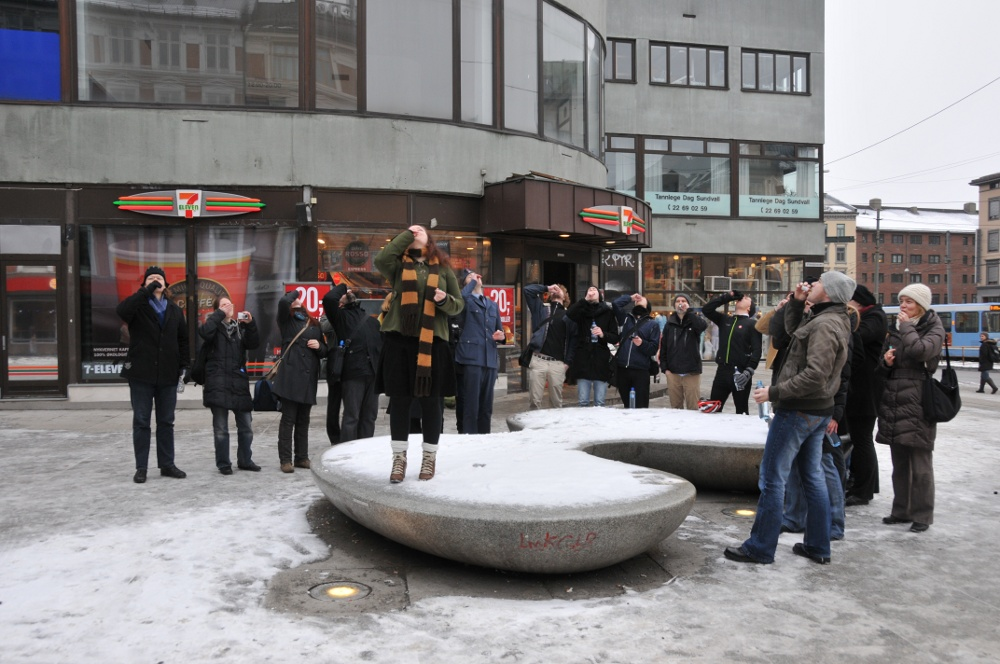
Kampaň 10:23 v Oslu, Norsko, 2011
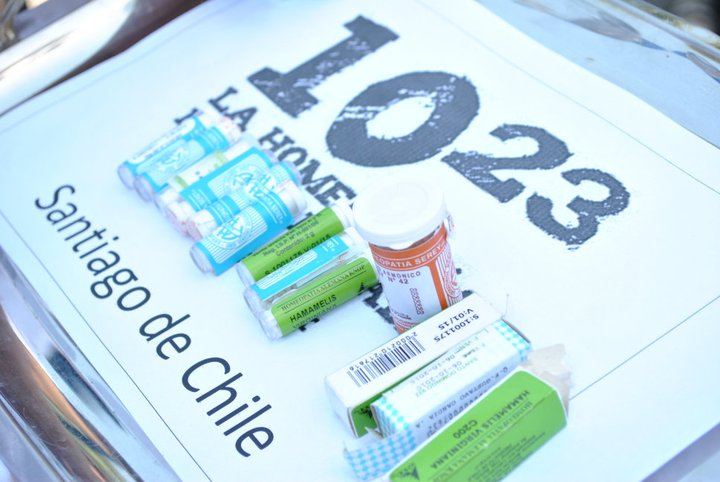
Produkty použité v Chile v roce 2011